# NKトラヴニク
NKトラヴニク（NK Travnik）は、ボスニア・ヘルツェゴビナのボスニア・ヘルツェゴビナ連邦トラヴニクをホームタウンとするサッカークラブである。

## 歴史
1922年に創設された。
2002-03シーズンにプルヴァ・リーガFBiHで優勝、プレミイェル・リーガに昇格した。2004-05シーズンに5位の成績を残した。2006年にプルヴァ・リーガFBiHに降格した。
2006-07シーズンにプルヴァ・リーガFBiHで2回目の優勝を果たし、1シーズンでプレミイェル・リーガに復帰した。2016年にプルヴァ・リーガFBiHに降格、2018年にはボスニア・ヘルツェゴビナ3部リーグにあたるドルガ・リーガFBiHに降格した。

## 獲得タイトル
- プルヴァ・リーガFBiH：2回
  - 2002-03, 2006-07

## 歴代所属選手
- アスミル・アヴドゥキッチ 2007